# Лохте, Райан
Ра́йан Сти́вен Ло́хте (англ. Ryan Steven Lochte; род. 3 августа 1984, Рочестер, Монро, Нью-Йорк) — американский пловец, шестикратный олимпийский чемпион (всего — 12 олимпийских наград). Обладатель 39 золотых медалей чемпионатов мира, из которых 18 выиграл в 50-метровых бассейнах и 21 — на короткой воде (при этом выигрывал хотя бы одно золото на 12 подряд чемпионатах мира как в 50-метровых бассейнах — 2005, 2007, 2009, 2011, 2013 и 2015, так и в 25-метровых — 2004, 2006, 2008, 2010, 2012 и 2014).
Является универсальным пловцом, специализируясь в плавании вольным стилем (100 и 200 метров), на спине, баттерфляем и в комплексном плавании. За карьеру установил более 10 мировых рекордов как в длинных, так и в коротких бассейнах. Действующий рекордсмен мира на дистанции 200 и 400 метров комплексным плаванием в 25-метровом бассейне. Лучший пловец мира 2010 и 2011 годов (прервал 4-летнюю гегемонию Майкла Фелпса).

## Биография

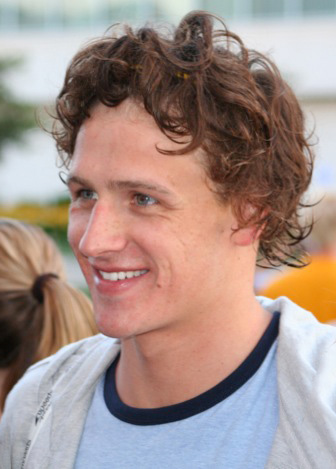

Родился в Канандейгуа, штат Нью-Йорк, 3 августа 1984 года в семье Стивена и Илеаны Лохте. Мать Лохте — испанского и баскского происхождения из Кубы, а отец — немецкого, голландского и английского происхождения. У Райана есть две старшие сестры, Кристин и Меган, и два младших брата, Девон и Брэндон. Он является выпускником средней школы Spruce Creek в Порт-Ориндж, штат Флорида. Дальше Лохте учился в Университете штата Флорида, который окончил в 2007 году по специальности «спортивный менеджмент».
Всё детство Лохте прошло в бассейне. Его отец Стив был тренером команды клуба в Дайтона-Бич, штат Флорида, а мать Илеана до 11 лет тренировала старшего сына. В детстве Лохте отдали в секцию плавания, но мальчик не был заинтересован и часто дурачился во время занятий. «Большую часть времени он делал что-то неправильно, то потянув за ноги кого-то, то пуская пузыри под водой, то уплывая на другой конец бассейна», — сказал Стив Лохте. — «Но он знал, что я его никогда не выгоню с тренировки». Серьёзно заниматься плаванием Лохте начал только когда учился в средней школе.
Он получил спортивную стипендию от Университета Флориды в Гейнсвилле, штат Флорида, плавал с 2003 по 2006 год под руководством Грегга Троя в составе команды Флориды «Аллигаторы плавания и дайвинга» в Национальной ассоциации студенческого спорта (NCAA) и соревнованиях Юго-Восточной Конференции (SEC). Лохте является одним из наиболее успешных пловцов команды всех времен с 24 титулами Чемпиона Америки, 7 титулами чемпионатов NCAA и 7 титулами чемпионатов SEC; Лохте дважды назывался Национальным Советом пловцом года.
Лохте живёт и тренируется в городе Гейнсвил у тренера Грегга Троя. Выступает за клуб «Daytona Beach Swimming».

### 2004—2005 год
Райан Лохте получил возможность выступить на своей первой Олимпиаде после того, как занял второе место вслед за Майклом Фелпсом в заплыве на 200 м комплексным плаванием на национальном отборе в американскую олимпийскую команду. Он также завоевал место в эстафетной команде 4×200 м вольным стилем после того, как занял 4-е место в заплыве на 200 м вольным стилем.
На Олимпиаде в Афинах в 2004 году в составе американской эстафетной команды Лохте вместе с Майклом Фелпсом, Клетом Келлером и Питером Вандеркаем удалось выиграть золотую медаль на дистанции 4×200 м вольным стилем и нарушить гегемонию австралийской команды. Это была первое поражение для австралийской команды за шесть лет. Также в споре с Джорджем Бовеллом и Ласло Чехом выиграл серебряную медаль на дистанции 200 м комплексом, финишировав за своим соотечественником Фелпсом.
В том же году на чемпионате мира на короткой воде в Индианаполисе Лохте выиграл серебряную медаль в 200-метровке комплексом и бронзовую на дистанции 200 метров вольным стилем. В составе эстафетной команды вместе с Чадом Карвином, Дэном Кетчумом и Джастином Мортимером завоевал золото на дистанции 4×200 м вольным стилем.
В 2005 году на чемпионате мира по водным видам спорта в Монреале, Лохте выиграл бронзу на дистанциях 200 м на спине и 200 м комплексом, золото в заплыве 4×200 м вольным стилем совместно с Фелпсом, Вандеркаем и Келлером, обогнав Канаду и Австралию.

### 2006—2007 год
В 2006 на чемпионате мира по плаванию на короткой воде в Шанхае, который состоялся только через две недели после чемпионата Национальной Ассоциации Студенческого Спорта-2006 (NCAA), Лохте выиграл три золотых, одну серебряную и две бронзовых награды и установил новые мировые рекорды на дистанциях 200 м комплексом и 200 м на спине.
В 2007 году на чемпионате мира по водным видам спорта в Мельбурне Лохте выиграл свою первую индивидуальную золотую медаль на чемпионах мира в 50-метровых бассейнах на дистанции 200 метров на спине, опередив соотечественника Аарона Пирсола, побив его мировой рекорд и прервав семилетнюю победную серию на этой дистанции. Это был первый мировой рекорд Райана Лохте в 50-метровых бассейнах. На чемпионате он также выиграл серебряные медали в заплывах на 100 метров на спине, 200 метров и 400 метров комплексом. По количеству общего числа медалей на чемпионате уступил только Фелпсу.

### Летние Олимпийские игры 2008 в Пекине
На чемпионате мира по плаванию на короткой воде в английском Манчестере, предворяющем Олимпийские Игры в Пекине, Райан завоевал 4 золотых и 2 серебряных медали и установил новое время на дистанциях 200 метров комплексным плаванием, улучшив результат венгра Ласло Чеха на 0,57 секунды, 100 метров вольным стилем и 100 метров комплексным плаванием.
На национальном отборе в олимпийскую сборную в Омахе Лохте квалифицировался на три дистанции — 200 метров на спине, 200 метров и 400 метров комплексом.
В своем первом финале на летних Олимпийских играх 2008 Лохте выиграл бронзовую медаль в 400-метровке комплексом, финишировав за Майклом Фелпсом и Ласло Чехом. Затем Лохте совместно с Фелпсом, Беренсом и Вандеркааем в эстафете 4×200 м вольным стилем выиграл свою первую золотую медаль в Пекине. Американская сборная при этом установила мировой рекорд, проплыв с результатом 6:58.56 и став первой командой, вышедшей из семи минут, побив предыдущий рекорд австралийцев, установленный в Мельбурне, более чем на четыре с половиной секунды. На дистанции 200 метров на спине Лохте завоевывает свою первую индивидуальную золотую медаль и устанавливает мировой рекорд, победив Аарона Пирсола. Через полчаса после финала на 200 метров на спине Лохте выигрывает бронзу в 200-метровке комплексом, финишировав за Фелпсом и Чехом.

### Чемпионат мира 2009 в Риме
На национальном отборе к чемпионату мира Райан Лохте выигрывает 200 и 400-метровые комплексные заплывы. Он также квалифицируется в эстафетные команды 4×100 и 4×200 м вольным стилем. В финале 200-метровки на спине Лохте занимает второе место, уступая Аарону Пирсолу, который обновляет мировой рекорд Лохте, который Райан установил в Пекине.
На чемпионате мира по водным видам в Риме, Лохте в составе эстафетной команды 4×100 метров вольным стилем вместе с Майклом Фелпсом, Мэттом Греверсом и Натаном Эдрианом завоевывает золотую медаль, опередив команды из России и Франции. На дистанциях в 200 и 400 метров комплексом, на которых не принимал участие Фелпс, Лохте выигрывает золото в обоих финалах, попутно устанавливая новый мировой рекорд на 200-метровке комплексом, превзойдя предыдущий рекорд Майкла Фелпса, установленный в Пекине, на 0,13 секунды. В заплыве 4 × 200 метров вольным стилем победу с мировым рекордом праздновали американцы в составе Лохте, Фелпса, Беренса и Уолтерса. В 200-метровке на спине Райан занимает 3 место, финишировав позади Аарона Пирсола и Рёсукэ Ириэ из Японии.

### 2010 год
В финале 200-метровки комплексным плаванием в рамках чемпионата США Райан Лохте финишировал с лучшим результатом сезона в мире (1.54,84), более чем на секунду опередив ставшего серебряным призёром Майкла Фелпса. Впервые он победил Фелпса на крупном национальном соревновании.
На Чемпионате Тихого океана в городе Ирвин, штат Калифорния, Лохте выиграл в общей сложности шесть золотых медалей, одержав победы на дистанциях 200 метров на спине, 200 метров вольным стилем, 200 и 400 метров комплексом, 4×100 м и 4×200 м вольным стилем.
На чемпионате мира по плаванию на короткой воде в Дубае Лохте стал первым человеком в истории, выигравшим семь медалей на чемпионатах мира на короткой воде и был единственным человеком в Дубае, который установил индивидуальные мировые рекорды на дистанциях 200 и 400 метров комплексом после запрета на использование плавательных костюмов. В ОАЭ Райан выиграл 200-метровку на спине, 200-метровку вольным стилем, весь комплекс (100, 200, 400 метров) и комбинированную эстафету 4×100 м. Он также занял второе место в эстафете 4×200 м вольным стилем.
По итогам года Райан Лохте был признан лучшим пловцом США согласно Swimming World Magazine. Он также был назван лучшим пловцом мира 2010 года по мнению FINA Aquatics World. В 2010 году Лохте выиграл в общей сложности тринадцать международных медалей, из них двенадцать золотых.

### Чемпионат мира 2011 в Шанхае
В 2011 на чемпионате мира по водным видам спорта, Лохте выиграл в общей сложности шесть медалей, пять золотых и одну бронзовую. Свою первую медаль, бронзовую, завоевал в эстафете 4 × 100 метров вольным стилем. В финале на 200 метров вольным стилем Райан выиграл золото с результатом 1:44.44, опередив Майкла Фелпса. Это было первое золото Лохте на Чемпионате мира в Шанхае. Дальше Лохте установил первый мировой рекорд с момента отмены гидрокостюмов в январе 2010 года, выиграв золото на дистанции 200 м комплексом на чемпионате мира по водным видам спорта в Шанхае. Предыдущий рекорд (1.54,10) принадлежал ему же и был установлен в 2009 году на мировом первенстве в Риме.
После заплыва венгерский пловец Ласло Чех, завоевавший бронзовую медаль, отдав должное чемпиону, сказал журналистам, что Лохте не смог бы побить мировой рекорд без Фелпса. «Если бы два таких зубра не встретились в одном финале, вряд ли рекорд был бы обновлен. Но Фелпс смог разогнать Лохте до запредельной скорости», — сказал Чех.
Фелпс также похвалил товарища по сборной: «Его работа сегодня была верна до мелочей. Сейчас Райан плывет на более комфортной скорости для себя, чем раньше. Он нацелен на результат, он просто лучше готов. Победы всегда достигают более подготовленные спортсмены. Сегодня он проплыл быстрее, чем в 2009-м, — это просто невероятно».
В 200-метровом заплыве на спине Лохте завоевал золотую медаль, опередив Риосуке Ирие. Вскоре после завершения финала на спине, Локти в составе эстафетной команды с Майклом Фелпсом, Питером Вандеркааем и Рики Беренсом соревновались на дистанции 4 × 200 метров вольным стилем. В упорной борьбе с командой Франции Локти смог вырвать победу. Свою последнюю золотую медаль на чемпионате мира в Шанхае Райан выиграл на 400-метровке комплексом. Локти доминировал весь заплыв, финишировав с временем 4:07.13. Его ближайший конкурент, американец Тайлер Клэри, закончил дистанцию за 4:11.17, в четырёх секундах позади титулованного соотчественника. Организаторами Чемпионата мира-2011 Райан Локти был признан лучшим пловцом турнира.
Райан Лохте подвёл итоги завершившегося мирового первенства, выразив уверенность в том, что сможет плавать ещё быстрее на Олимпийских играх в Лондоне. «Не думаю, что я лучший. На протяжении целого года я тренировался и ещё раз тренировался. Я не доволен большинством своих результатов. Я имею в виду, что выиграть пять золотых медалей — это отлично, но при этом я уверен, что могу плыть ещё быстрее. Я сохраняю уверенность, что в следующем году смогу плавать идеально. Для меня это были тяжёлые восемь дней. Я рад, что смог преодолеть весь путь от начала до конца чемпионата мира».
По итогам сезона Лохте второй год подряд называется лучшим пловцом США. Также, по мнению журнала FINA Aquatics World, стал лучшим пловцом мира, защитив своё звание 2010 года.
За нарушение антидопинговых правил был дисквалифицирован на 14 месяцев с 24 мая 2018 года.
Был участником скандала на Олимпийских играх в Рио-де-Жанейро. За ложное обвинение в нападении и ограблении был привлечен к ответственности. По итогам разбирательства НОК США отстранил Лохте от всех стартов на 10 месяцев. Кроме того, несколько крупных компаний разорвали с пловцом спонсорские контракты.

## Результаты Лохте на Олимпийских играх
| Дистанция                        | 2004 | 2008 | 2012 | 2016 |
| -------------------------------- | ---- | ---- | ---- | ---- |
| 200 метров вольным стилем        | —    | —    | 4    | —    |
| 200 метров на спине              | —    | 1    | 3    | —    |
| 200 метров комплексным плаванием | 2    | 3    | 2    | 5    |
| 400 метров комплексным плаванием | —    | 3    | 1    | —    |
| Эстафета 4×100 м вольным стилем  | —    | —    | 2    | —    |
| Эстафета 4×200 м вольным стилем  | 1    | 1    | 1    | 1    |